# KDE Plasma Workspaces

La interfaz gráfica de usuario

KDE Plasma 4 o también llamado KDE Plasma Workspaces 4 es una herramienta de entorno de escritorio e interfaz de usuario de KDE 4. Plasma resultó de la combinación de los paneles de escritorio de KDE (Kicker), 
la ventana raíz del escritorio (KDesktop) y el gestor de widgets en un único elemento.

## Nuevas tecnologías
Plasma permite escribir pequeñas aplicaciones (widgets) llamadas plasmoides, que pueden ser situados en el escritorio o en sus paneles. Plasma separa los componentes en la parte visual e interactiva, de la parte de obtención de datos. Los motores de datos (en inglés, data engines) son los encargados de obtener información de fuentes determinadas y ofrecerla a los plasmoides. De este modo se trata de no repetir trabajo, ya que cada motor de datos puede ser usado por uno o más plasmoides. Por ejemplo: un motor de datos podría encargarse de obtener información del tiempo de una página web meteorológica. Después, cualquier plasmoide que necesite dicha información, en vez de implementar un procedimiento para obtenerla directamente de la web, no tiene más que usar el motor de datos correspondiente.
|  |

## Sucesor
El 15 de julio del 2014 se realizó el lanzamiento de KDE Plasma 5, la cual actualmente es la rama estable del entorno de escritorio de KDE